# Presidente do Senado Federal do Brasil
O presidente do Senado Federal do Brasil, que por definição é também presidente do Congresso Nacional, é eleito por votação entre os senadores da república, que acontece a partir de 1 de fevereiro do ano de início do mandato, juntamente com os demais membros da mesa-diretora da casa. As eleições são realizadas a cada dois anos, por meio do voto secreto, e vence quem tiver a maioria dos votos.
Além de presidir o Senado Federal, o senador eleito também se torna presidente do Congresso Nacional, que é formado por duas casas: Senado Federal e Câmara dos Deputados. O presidente do Senado Federal é o terceiro na linha de sucessão presidencial.

## Funções
- Responsável por dar posse ao Presidente da República: Uma das principais funções do presidente do Senado é presidir a cerimônia de posse do Presidente da República eleito.
- Convocação do Congresso Nacional: Quando ocorre a decretação de Estado de Defesa ou Intervenção Federal, o presidente do Senado tem a função de convocar o Congresso para sessões extraordinárias.
- Estabelecimento da pauta de votações: Ele define a pauta das reuniões tanto no Senado quanto no Congresso Nacional, exercendo grande influência sobre as discussões e deliberações.[4]
- Controle sobre leis orçamentárias e vetos: No papel de presidente do Congresso, ele supervisiona a tramitação de vetos presidenciais e das leis relacionadas ao orçamento federal.
- Sugestão de sessões secretas: Pode propor que reuniões públicas sejam transformadas em sessões secretas, além de prorrogar sessões quando necessário.[5]
- Rejeição de propostas inconstitucionais: Ele pode vetar propostas que julgue contrárias à Constituição.
- Substituição por vice-presidentes: Em caso de ausência ou impedimento, o primeiro e segundo vice-presidentes substituem o presidente.[6]
- Terceiro na linha de sucessão presidencial: O presidente do Senado é o terceiro na linha de sucessão da Presidência da República, logo após o vice-presidente e o presidente da Câmara dos Deputados.